# Instituto Farina do Brasil
O Instituto Farina do Brasil é a sede jurídica das filiais brasileiras da instituição católica sediada na Província de Vicenza na Itália. Abriu suas portas no dia 16 de março de 1970 em São Luís, Maranhão. Hoje a instituição conta com filiais nos estados de Goiás, Pará e Minas Gerais.
A instituição tem esse nome em homenagem ao Beato João Antônio Farina (1803-1888), fundador da Congregação das Irmãs Mestras de Santa Dorotéia Filhas dos Sagrados Corações, que administram a instituição.